# サンボアンガ・シブガイ州

サンボアンガ・シブガイ州の位置

サンボアンガ・シブガイ州（サンボアンガ・シブガイしゅう、Province of Zamboanga Sibugay）は、フィリピン南部ミンダナオ島西部のサンボアンガ半島地方（Zamboanga Peninsula, Region IX）に属す州。州都はイピル（Ipil）。面積は3,087.9km2、人口は633,129人（2015年）。

## 歴史
2001年2月22日に南サンボアンガ州から分離、新設された。

## 地理
モロ湾（Moro Gulf）の一部シブゲイ湾（Sibuguey Bay）に面している。